# 38.º Prêmio Jabuti
O 38º Prêmio Jabuti foi realizado em 1996, premiando obras literárias referentes a lançamentos de 1995.

## Prêmios
Os premiados foram:
- Ivan Ângelo, Rodrigo Lacerda e Carlos Heitor Cony, Romance
- Lygia Fagundes Telles, Rubem Fonseca e Caio Fernando Abreu, Contos
- Leonardo Fróes, Renata Pallottini e Dora Ferreira da Silva, Poesia
- Florestan Fernandes, Ruy Castro, e Maria Eugênia Boaventura, Ensaio
- Sophia Angelides, Paulo César Souza e José Paulo Pais,  Tradução
- Graziela Bozano Hetzel, Alberto Martins e Darcy Ribeiro, Literatura Infantil/Juvenil
- Jurandir Freire Costa, Nachman Falbel, Isabel Maria Loureiro e Octávio Ianni, Ciências Humanas
- C. Cohen/M. Segre (orgs), José Martins Filho e Carlos Augusto Monteiro (org), Ciências Naturais e Medicina
- Elon Lages Lima, André K. T. Assis e Humberto de Campos (apres), Ciências Exatas e Tecnologia
- Eduardo Giannetti da Fonseca, Sebastião C. Velasco e Cruz e Ferraz/Kupper/Haguenauer, Economia, Administração e Negócios
- Rogério Borges, Helena Alexandrino e Rita Espeschit, Ilustração de Livro Infantil ou Juvenil
- Roberto de Vicq Cumptich, Alfredo Ceschiatti e Victor Burton, Capa
- Virgínia S. Araújo, José Bantim Duarte e Frederico Nasser, Produção Editorial
- Domingos Meirelles, Alex Ribeiro e Modesto Carvalhosa (coord), Reportagem
- Celso P. Luft/Maria H. Corrêa, Douglas Tufano e GEPEC, Didático de 1o e 2o Grau

## Ver Também
- Prêmio Prometheus
- Os 100 livros Que mais Influenciaram a Humanidade
- Nobel de Literatura